# 岩屋谷川
岩屋谷川（いわやたにがわ）は、徳島県勝浦郡勝浦町を流れる勝浦川水系の河川である。

## 地理
勝浦郡勝浦町（旧生比奈村星谷）にある中津峰山の水源から勝浦町を経て勝浦川上流に注ぐ。河川には落差約15mの裏見の滝や落差約6mの洗心の滝がかかる。
流域には四国八十八箇所霊場第19番札所・立江寺の奥の院である星谷寺（別名・星の岩屋）がある。

## 自然景勝地
- 裏見の滝
- 洗心の滝
- 中津峰山

## 流域の自治体
徳島県
勝浦郡勝浦町